# Leonardo Isaula
Leonardo Rubén Isaula George (El Progreso, Yoro, Honduras; 8 de febrero de 1977) es un futbolista hondureño. Juega de defensa o mediocampista en el Honduras Progreso de la Liga de Ascenso de Honduras.

## Selección nacional
Ha sido internacional con la Selección de fútbol de Honduras una vez. Jugó su primer partido internacional en abril de 2003 ante la Selección de fútbol de Colombia en un juego amistoso, siendo este su único partido internacional.

## Clubes
| Club                   | País     | Año           |
| ---------------------- | -------- | ------------- |
| Independiente Villela  | Honduras | 1995-1998     |
| Real España            | Honduras | 1998-2005     |
| Municipal Valencia     | Honduras | 2006          |
| Hispano Fútbol Club    | Honduras | 2006-2008     |
| Club Deportivo Motagua | Honduras | 2009          |
| Hispano Fútbol Club    | Honduras | 2010          |
| Club Deportivo Necaxa  | Honduras | 2010-2012     |
| Atlético Choloma       | Honduras | 2012-2013     |
| Honduras Progreso      | Honduras | 2013-Presente |

## Palmarés

### Campeonatos nacionales
| Título                              | Club              | País     | Año                |
| ----------------------------------- | ----------------- | -------- | ------------------ |
| Liga Nacional de Fútbol de Honduras | Real España       | Honduras | Apertura 2003-2004 |
| Liga de Ascenso de Honduras         | Honduras Progreso | Honduras | Apertura 2013      |
| Torneo Apertura                     | Honduras Progreso | Honduras | 2015               |

- Datos: Q6526011